# Boris al II-lea al Bulgariei
Boris al II-lea (în bulgară Борис II), (n. 931 d.Hr., Constantinopol, Imperiul Roman de Răsărit – d. 977 d.Hr.) a fost împăratul (țarul) Bulgariei în perioada 969 - 977 (în captivitate bizantină din anul 971). Boris al II-lea a fost fiul lui Petru I al Bulgariei (dinastia Krum).

## Biografie
Boris al II-lea a fost cel mai mare fiu supraviețuitor al împăratului Petru I al Bulgariei și al Mariei (redenumită Eirene) Lekapena, o nepoată a împăratului Romanos I Lekapenos din Bizanț. Boris s-a născut în 931, când mama sa a vizitat Constantinopolul. 
Nimic altceva nu se cunoaște din viața lui Boris al II-lea până în 968, când a plecat din nou la Constantinopol pentru a negocia o soluționare a păcii cu împăratul Nicefor al II-lea Focas, și se pare că a servit ca ostatic onorific din partea împăratului Petru I. Acest aranjament avea scopul de a pune capăt conflictului dintre Bulgaria și Bizanț, pentru aș uni acum  forțele împotriva prințului Sviatoslav I al Kievului, pe care împăratul bizantin l-a pus anterior să atace ținuturile bulgarilor. În 969, o nouă invazie Kieveană a provocat înfrângerea bulgarilor din nou, iar Petru I a suferit un atac cerebral, ceea ce l-a determinat să abdice și să devină călugăr. A murit la 30 ianuarie 970. În circumstanțe care nu sunt deloc clare, lui Boris al II-lea i-a fost permis să se întoarcă în Bulgaria și să se așeze pe tronul tatălui său.  (Cronica bizantină ulterioară a lui Ioan Skylitzes face confuzie între acest lucru cu un alt eveniment ulterior, în care Boris și fratele său au scăpat de la Constantinopol după așa-numita rebeliune a fraților Comitopuli din vestul Bulgariei, Macedonia.) 

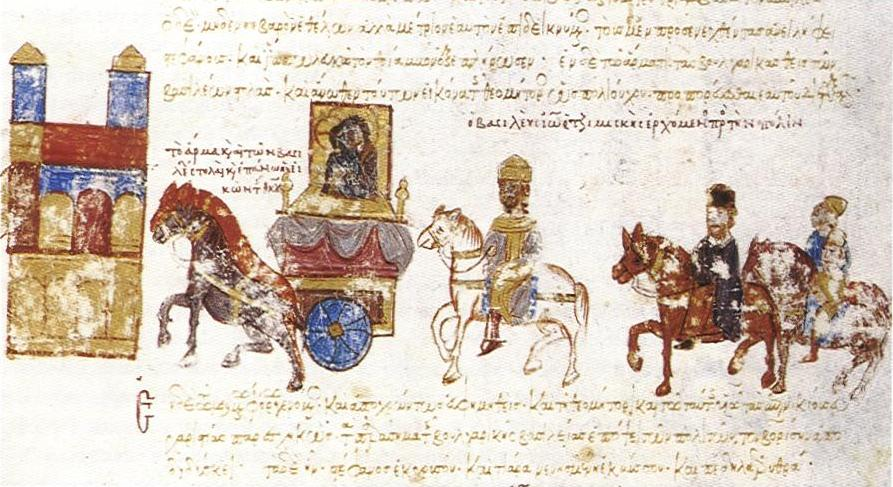
Împăratul bizantin Ioan I Tzimiskes revine în triumf la Constantinopol împreună cu Boris al II-lea și icoana din Preslav

Boris al II-lea nu a reușit să oprească avansul trupelor kievene și a fost nevoit să-l accepte pe Sviatoslav al Kievului ca aliat și stăpân, întorcându-se împotriva bizantinilor. O campanie kieveană în Tracia bizantină a fost învinsă la Arcadiopolis în 970, iar noul împărat bizantin Ioan I Tzimiskes a înaintat spre nord. Nereușind să asigure apărarea trecătorilor din Balcani, Sviatoslav le-a permis bizantinilor să pătrundă în Moesia și să asedieze capitala bulgară Preslav. Cu toate că bulgarii și rușii și-au unit forțele în apărarea orașului, bizantinii au reușit să dea foc clădirilor și acoperișurilor din lemn cu proiectile incendiare și au cucerit fortăreața. Boris al II-lea a ajuns acum un prizonier al lui Ioan I Tzimiskes, care a continuat să-i urmărească pe ruși, au asediat pe cneazul Sviatoslav în Drăstăr (Silistra), în timp ce a pretins că acționează ca aliat și protector al lui Boris și tratând monarhul bulgar cu respectul cuvenit. După ce Sviatoslav a fost de acord cu condițiile bizantinilor și a plecat spre Kiev, împăratul bizantin s-a întors la Constantinopol în triumf. Departe de a elibera Bulgaria, așa cum a pretins, Ioan l-a adus pe Boris al II-lea împreună cu familia sa, cu tot tezaurul imperial bulgar, în 971. Într-o ceremonie publică de la Constantinopol, Boris al II-lea a cedat ritual însemnele sale imperiale și i s-a acordat drept compensație titlul de magistros bizantin. Ținuturile bulgare din Tracia și Moesia inferioară au devenit acum parte a Imperiului Bizantin și au fost puse sub conducerea unor guvernatori bizantini.  
Cu toate că ceremonia din 971 a fost gândită ca o încheiere simbolică a existenței Imperiului Bulgar, bizantinii nu au putut să preia controlul asupra provinciilor vestice din Bulgaria (în Macedonia). Acestea au rămas sub stăpânirea propriilor guvernatori, în special o familie nobilă condusă de patru frați numiți Comitopuli (adică „fiii contelui”), numiți David, Moise, Aron și Samuil. Acest lucru a fost văzut ca o „revoltă” de către împăratul bizantin, dar se pare că aceștia se considerau ca un fel de regență pentru captivul Boris al II-lea. În timp au început să atace teritoriile vecine de sub stăpânire bizantină, astfel că guvernul bizantin a recurs la o stratagemă menită să compromită conducerea acestei „revolte”. Astfel i s-a permis lui Boris al II-lea și fratelui său Roman al Bulgariei să scape din captivitatea lor onorifică de la curtea bizantină, în speranța că sosirea lor în Bulgaria ar provoca o diviziune între Comitopuli și ceilalți conducători bulgari. În timp ce frații au intrat în regiunea aflată sub control bulgar în 977, Boris al II-lea a coborât de pe cal și a mers înaintea fratelui său. Confundat cu un nobil bizantin datorită ținutelor sale, Boris a fost împușcat în piept de o patrulă de frontieră. Roman a reușit să le spună cine este celorlalți paznici și a fost acceptat în mod corespunzător ca împărat. Cu toate acestea, întrucât era  eunuc, deoarece bizantinii l-au castrat, astfel încât să nu poată avea niciun moștenitor, nu a putut să-și asume tronul. În schimb, cel mai tânăr dintre frații Cometopuli, Samuil, a ajuns să-i conducă pe bulgari și a rezistat cu succes atacurilor bizantine timp de 40 de ani. 

## Familie
Prin căsătoria sa cu o femeie necunoscută, Boris al II-lea a avut mai mulți copii, întrucât istoricul bizantin Ghiorghios Kedrenos se referă la împăratul Ioan I Tzimisces că a găsit „cum coniuge et liberis Borises Bulgarorum rex ” (pe regele bulgarilor cu soția sa și numeroși copii ai lor) printre prizonierii ruși atunci când a invadat Bulgaria. Printre copiii săi se pot enumera: 
- (probabil) Maria, soția țarului Ivan Vladislav al Bulgariei ; această fiică a fost propusă de Christian Settipani pe baza unor elemente prosopografice și onomastice care par a lega Maria de dinastia Krum.[3]
- O fiică fără nume, logodită cu împăratul bizantin Vasile al II-lea în 968
- O fiică fără nume, logodită cu împăratul bizantin Constantin al VIII-lea în 968